# Félix Tagawa
Félix Tagawa (23 de março de 1976) é um treinador de futebol e ex-futebolista taitiano que atuava como atacante. Atualmente, treina o Hienghène Sport.

## Carreira
Um dos mais destacados jogadores que surgiram no futebol das Ilhas do Pacífico, Tagawa jogou a maior parte de sua carreira em 2 clubes do Taiti: o AS Vénus (entre 1999 e 2003) e o AS Dragon (entre 2004 e 2012). Pelo Vénus, venceu 3 edições do Campeonato Taitiano (1999, 2000 e 2002) e 2 da Copa do Taiti (1999 e 2001), enquanto no Dragon conquistou apenas a primeira divisão taitiana em 2011–12, a última dele como jogador.
Tagawa ainda teve passagem pelo futebol da Austrália antes da criação da A-League, porém sua estadia no país resumiu-se a 3 jogos pelo Brisbane Strikers (não entrou em campo quando era jogador do Adelaide United). Desde 2017, comanda o Hienghène Sport, onde venceu a Liga dos Campeões da OFC de 2019 e classificando a equipe para o Mundial de Clubes disputado no Catar.

## Seleção Taitiana
Entre 2000 e 2004, o atacante disputou 22 partidas pela Seleção Taitiana, fazendo 14 gols no total - destes, 4 foram sobre a Micronésia (que não é filiada à FIFA), na vitória por 17 a 0 em jogo válido pelos Jogos do Pacífico Sul de 2003.

## Conquistas
AS Vénus
- Campeonato Taitiano: 3 (1999, 2000 e 2002)
- Copa do Taiti: 2 (1999 e 2001)
- Coupe T.O.M: 3 (1999, 2000 e 2002)
- Copa dos Campeões de Ultramar: 1 (1999)

AS Dragon
- Campeonato Taitiano: 1 (2011–12)

Hienghène Sport
- Liga dos Campeões da OFC: 1 (2019